# Zambezi Zinger
Zambezi Zinger in Worlds of Fun (Kansas City, Missouri, USA) ist eine Stahlachterbahn vom Typ Speed Racer des Herstellers Schwarzkopf GmbH, die am 26. Mai 1973 eröffnet wurde. Nachdem sie 1997 geschlossen worden war, wurde sie nach Kolumbien transportiert, um dort seit 1999 im Park Parque Del Café als Montaña Rusa ihre Runden zu drehen.
Die 787,3 m lange Strecke erreicht eine Höhe von 17,3 m und beschleunigt die Züge auf 66,2 km/h.

## Züge
Zambezi Zinger besitzt vier Züge mit jeweils drei Wagen. In jedem Wagen können sechs Personen (sechs Reihen à eine Person) Platz nehmen.